# Tom Sandberg (idrottsman)
Tom Sandberg, född 6 augusti 1955, från Mo i Rana i Norge är en norsk tidigare utövare av nordisk kombination. Han tävlade i början av 1980-talet.
Vid VM 1982 vann hann 15 kilometer individuellt 0.2 sekunder före Konrad Winkler, Östtyskland. Tom Sandberg vann också två medaljer i lagtävlingen i VM (guld 1984, silver 1982 delat med Finland). Hans mest framgångsrika år var 1984 då hann blev dubbel OS-segrare och vann världscupen 1983/1984. Tom Sandberg vann även nio norska mästerskap under sin karriär..
Tom Sandberg vann även tävlingarna i nordisk kombination vid Holmenkollen 1974. Nio år senare vann han Holmenkollenmedaljen, som han delad med Berit Aunli.